# Ryöskäri
Ryöskäri är en kulle i Finland.   Den ligger i Ijo i landskapet Norra Österbotten, i den centrala delen av landet, 600 km norr om huvudstaden Helsingfors.
Terrängen runt Ryöskäri är platt. Havet är nära Ryöskäri åt sydväst.  Närmaste större samhälle är Simo stationssamhälle, 9,4 km norr om Ryöskäri. 